# Rifugio Marinelli Bombardieri
Rifugio Marinelli Bombardieri (často nazývané jen Rifugio Marinelli, také Marinelliho chata) je vysokohorské útočiště patřící do sekce Valtellina Italského Alpského klubu (CAI). Nachází se v italském regionu Lombardie v Berninských Alpách v nadmořské výšce 2813 m n. m. na území obce Lanzada. Chata je obvykle v provozu nepřetržitě od konce března do začátku května a od konce června do poloviny září. Nabízí nocleh pro 186 horolezců.

## Historie
V roce 1880 byla chata slavnostně otevřena CAI jako jedno z prvních útočišť v Lombardii pod názvem Rifugio Scerscen. O pouhé dva roky později byla přejmenována na Rifugio Marinelli na počest horolezce a iniciátora výstavby chaty Damiana Marinelliho, který krátce předtím zemřel. Po četných rozšířeních (1906, 1915, 1917, 1925 a 1938) ji za druhé světové války doplnil horolezec a spisovatel (Luigi) Bombardieri.

## Přístupy na chatu
- Z Campo Moro (1970 m n. m.) asi za 3 hodiny.
- Z Campo Franscia přibližně za 4,30 hodiny

## Přechody a sousední chaty
- Na Rifugio Marco e Rosa (3609 m n. m.) za cca 3.30 hod.
- Na Rifugio Roberto Bignami (2401 m n. m.) za cca 2 hodiny
- Na chatu Coazhütte (2610 m n. m.) přes Fuorcla da la Sella cca 5 hodin.
- Na Rifugio Carate Brianza (2636 m n. m.) ♁⊙ za cca 30 min.

## Výstupy na vrcholky
- Piz Bernina (4047 m n. m.) přes Rifugio Marco e Rosa a hřeben Spalla na nejvyšší vrchol Východních Alp
- Piz Scerscen (3971 m n. m.) jihozápadním kuloárem